# Лисьи острова
Лисьи острова (англ. Fox Islands) — группа островов в восточной части цепи Алеутских островов (не путать с субархипелагом в составе островов Осколки малой гряды Курильских островов).
Острова административно относятся к американскому штату Аляска.

## География
С запада на восток:

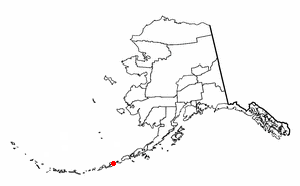
Местоположение Уналашки — одного из крупнейших островов Лисьей гряды

- Адугак (Adugak (Adougakh)); 31 м; 52°54′17″ с. ш. 169°10′28″ з. д.HGЯO
- Анангула (Anangula (Ananiuliak)); 53°00′02″ с. ш. 168°54′40″ з. д.HGЯO
- Умнак — 1777 км²; гора Всевидова — 2149 м; 39 чел. (2000); 53°13′ с. ш. 168°26′ з. д.HGЯO
- Богословский — 0,7 км²; 150 м; 53°56′ с. ш. 168°02′ з. д.HGЯO
- Уналашка — 2721 км²; вулкан Макушина — 2036 м; 1759 чел (2000); 53°40′ с. ш. 166°39′ з. д.HGЯO
- Амакнак — 8,5 км²; 2524 чел (2000); 53°54′37″ с. ш. 166°32′12″ з. д.HGЯO
- Седанка — 103,31 км²; 410 м); 53°47′ с. ш. 166°11′ з. д.HGЯO
- Акутан — 334 км²; гора Акутан — 1303 м; 713 чел. (2000); 54°08′ с. ш. 165°55′ з. д.HGЯO
- Акун — 167 км²; гора Святого Гилберта — 818 м; 54°12′ с. ш. 165°34′ з. д.HGЯO
- Аватанак (Avatanak (Agutanax)) — 30 км²; 147 м; 54°04′18″ с. ш. 165°18′14″ з. д.HGЯO
- Аиктак[англ.] (Aiktak); 148 м; 54°11′01″ с. ш. 164°49′41″ з. д.HGЯO
- Унимак — 4070 км²; гора Шишалдина — 2857 м; 64 чел. (2000); 54°46′ с. ш. 164°11′ з. д.HGЯO
- Санак; 54°22′ с. ш. 163°22′ з. д.HGЯO
- Амак — 15 км²; вулкан Амак — 488 м; 55°25′06″ с. ш. 163°08′38″ з. д.HGЯO

Расположенный на Лисьих островах мыс Кадин (53°55′ с.ш., 167°04′ з.д.) назван американскими исследователями по фамилии креола М. М. Кадина, вычертившего карты Русской Америки М. Д. Тебенькова.
Бухта Константина (53°57′ с.ш., 166°25′ з.д.) названа в честь шлюпа «Константин» РАК, разбившегося при входе в эту бухту.
Бухта Кошига (53°29′ с.ш., 167°11′ з.д.), мыс Кошига (53°31′ с.ш., 167°11′ з.д.) и скалы Кошига (53°29′ с.ш., 167°11′ з.д., название присвоено в 1938 году) названы по фамилии Ефима Кошигина, зимовавшего на Лисьих островах в 1763 году.

## История
Были открыты экспедицией Витуса Беринга в 1741 году в ходе второй камчатской экспедиции. Название островам дали русские промышленники в XVIII веке.
В 1763—1765 гг. стали ареной восстания местного населения против русских промышленников и последующих карательных операций, в ходе и от последствий которых погибло от нескольких сотен до нескольких тысяч туземцев-алеутов.
В 1867 году территория перешла в состав Северо-Американских Соединённых Штатов в результате сделки с Российской империей. Ныне входят в состав штата Аляска, образованного с 1959 года.